# Klub českých turistů
Klub českých turistů (známý také pod zkratkou KČT) je zájmové sdružení turistů vzniklé v roce 1888 za Rakousko-Uherska, působící dodnes v České republice. Klubu předcházel "Spolek českých turistů v Praze", ze kterého vznikl Klub českých turistů. V letech 1920 až 1938 byl nahrazen Klubem československých turistů. Za nacistické okupace byl jednou ze složek Kuratoria pro výchovu mládeže v Čechách a na Moravě. V letech 1948 až 1990 existoval jako Svaz turistiky v rámci celostátní organizace Československý svaz tělesné výchovy a sportu. V roce 1990 obnovil samostatnou činnost.

## Historie

### Vznik organizace

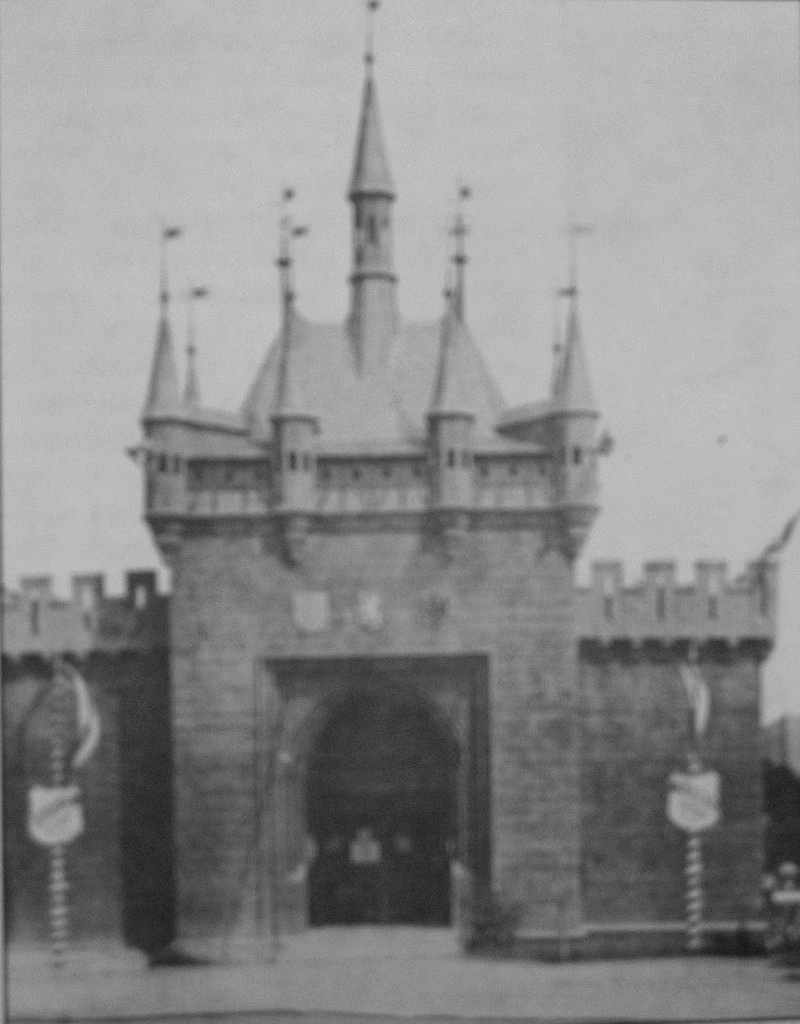
Pavilon českých turistů na Jubilejní výstavě 1891

Turistické výlety organizovaly mnohé české i německé spolky. V roce 1884 byla založena zřejmě první česká turistická organizace Pohorská jednota Radhošť, působící řadu let pouze ve svém regionu. V oblasti Beskyd takových turistických spolků vzniklo několik. Ale až v roce 1888 vznikla organizace s celonárodním charakterem, z níž se postupem času stala jedna z největších turistických organizací Rakousko-Uherska. Myšlenka na založení přišla z prostředí Národní jednoty severočeské.
Klub českých turistů byl založen na valné hromadě 11. června 1888 v Praze, v malém sále Měšťanské besedy za účasti 48 členů z iniciativy nadšenců v čele s Dr. Vilémem Kurzem st. (předseda Národní jednoty Pošumavské), Dr. Františkem Čížkem (předseda Národní jednoty Severočeské) a architektem Vratislavem Pasovským. Za předsedu byl zvolen na první výborové schůzi 14. června 1888 známý cestovatel a veřejný činitel Vojtěch Náprstek. Ten plnil svoji úlohu známé osobnosti v čele klubu, ale práci v klubu se mnoho nevěnoval a předsednické místo již po půl roce opustil na první valné hromadě KČT v lednu 1889. Měl řadu dalších zájmů, funkcí a povinností, a tak tíha klubovní práce se brzy přenesla na skupinu osob, soustředěnou kolem Kurze a Pasovského (plaketa s jeho jménem je dnes nejvyšším vyznamenáním KČT). Druhým klubovým předsedou byl zvolen v lednu 1889 Jaroslav Zdeněk, třetím předsedou byl od roku 1890 Vratislav Pasovský a zůstal jím po 25 let.
Četné pobočky klubu zakládaly chaty a stavěly rozhledny (např. Petřínská rozhledna v Praze, Kurzova rozhledna); od roku 1889 začaly tvořit také hustou síť turistických značek. V lednu 1889 vychází první číslo Časopisu turistů, jehož redakci převzal profesor Dr. Vilém Kurz. Časopis vychází dodnes pod názvem Turista.
Po vzniku samostatného Československa se připojením slovenských turistů organizace změnila na Klub československých turistů, rozšířila svou činnost, stala se masovou zájmovou organizací. Už v letech 1920-1925 bylo investováno přes 9 milionů Kč na stavby, pozemky, značení, vybavení, opravy a další. Vrchol stavební činnosti Klubu československých turistů proběhl v letech 1928-1933. V roce 1938 vlastnil klub 121 hotelů, chat, restaurací a útulen ve své správě. Dalších 28 bylo najatých. Dále do ubytovacích kapacit patřilo 900 nocleháren s 10 000 lůžky.

### Období okupace
Svou existenci s původním názvem spolek zčásti obnovil na území Protektorátu Čechy a Morava po ztrátě pohraničí, odtržení a vzniku Slovenského státu roku 1939. Zřejmě nejvýraznějším prvkem činnosti klubu byla v období okupace aktivizace Dorostu KČT. Takzvaná „Káčata“ se stala úkrytem po velkou část oddílů mládežnické organizace Junák, kterou nacisté na podzim roku 1940 úředně rozpustili. Výměnou za existenci Dorostu se však Klub českých turistů musel stát registrovanou složkou protektorátního Kuratoria pro výchovu mládeže v Čechách a na Moravě.

### Zákaz komunistickým režimem
Po převzetí moci v Československu komunisty v únoru 1948 byl Klub českých turistů zrušen, rozpuštěn, jeho majetek byl znárodněn, jeho členská základna byla slučovacími schůzemi v následujících měsících začleněna do sjednocené tělovýchovy. Turistické aktivity se přesunuly převážně pod odbory turistiky tělovýchovných jednot ČSTV. Obnoven byl až po sametové revoluci roku 1989. Některé kluby (např. ve Volyni) však svou činnost z let před rokem 1948 z různých důvodů neobnovily.

### Po roce 1990

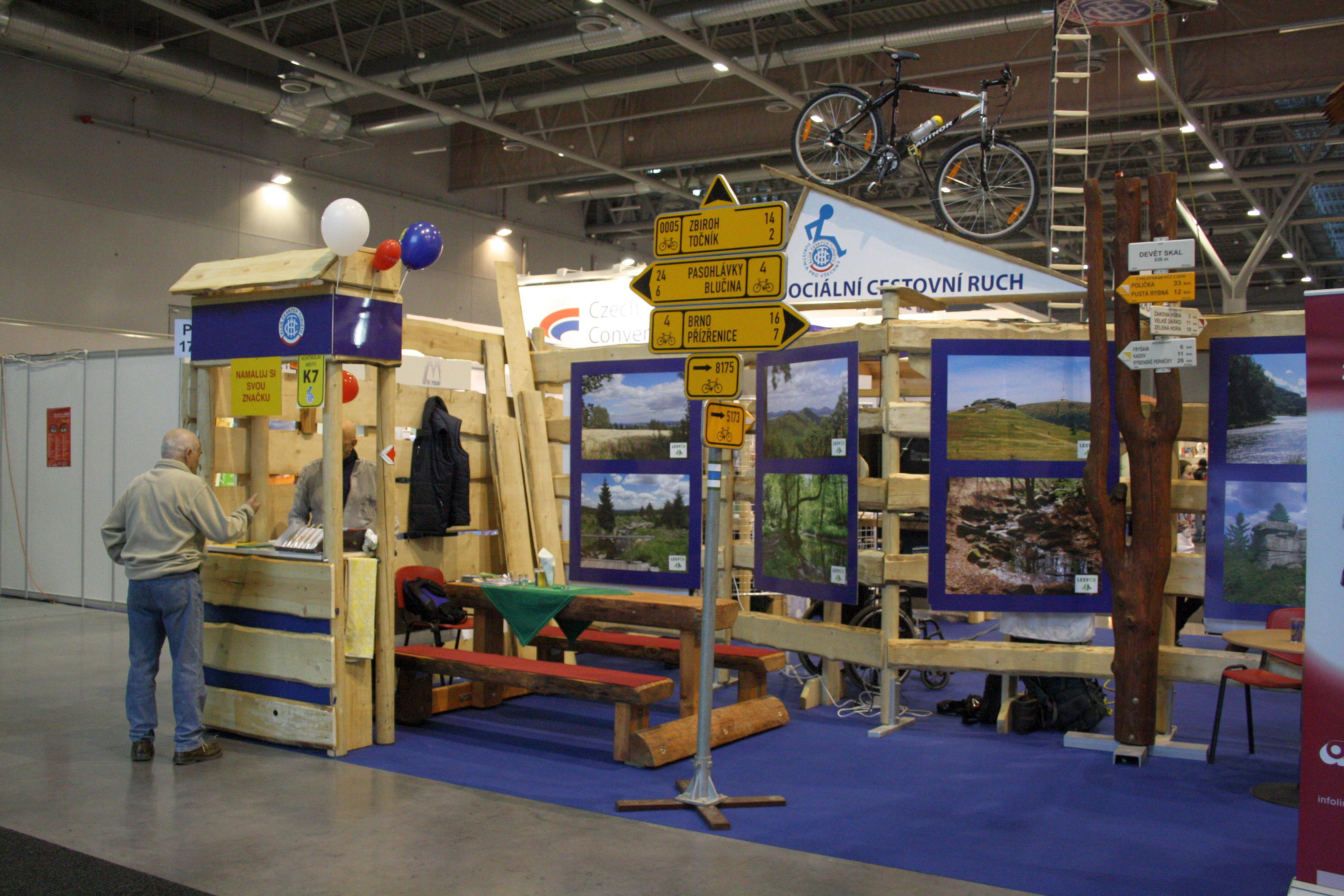
Prezentace KČT na veletrhu Regiontour 2010

Po roce 1990 znovuobnovený klub usiloval o vrácení svého majetku. Uspěl zčásti a některé získané objekty postupně zas ztratil. Dokázal postavit turistickou chatu v Prášilech na Šumavě a Bezručovu chatu na Lysé hoře v Beskydech, zrekonstruovat Jiráskovu turistickou chatu na Dobrošově. Mimo nich vlastní a udržuje v Krkonoších Brádlerovy boudy, Voseckou boudu, Výrovku, a chatu Pod Studničnou. Dále má chaty Pláně pod Ještědem, Raisovu chatu na Zvičíně, Turistickou chatu Prachov, TCH Čihák, TZ Kusalíno a Chatový tábor v Jinolicích u Jičína, je spolumajitelem PCH Skalka.
Od 23. dubna 2006 byl předsedou KČT Jan Stráský, čestným předsedou pak Jan Havelka, který organizaci vedl předchozích 15 let. Během celostátní konference v dubnu 2014 byl novým předsedou organizace zvolen Vratislav Chvátal.
Klub českých turistů je členem Evropské asociace turistických klubů i Internationaler Volkssportverband (IVV). Pořádá turistické akce pro členy a i veřejnost (nejznámější je asi Pochod Praha-Prčice). V roce 2005 uspořádal v Plzni 9. mezinárodní turistickou olympiádu IVV.
Klub měl počátkem roku 2008 přes 35 000 členů, z nichž je třetina mládež do 26 let, třetina senioři nad 60 let. Podle tiskové zprávy ke konferenci v březnu 2015 má KČT 33 000 členů.
Dne 24. dubna 2014 se KČT stal řádným členem Českého olympijského výboru.
Na celostátní konferenci KČT ve dnech 26.–27. března 2022 bylo zvoleno nové vedení KČT. Předsedou se stal Jiří Homolka, místopředsedy se stali Ladislav Macka a Ladislav Jirásko. Po náhlém úmrtí Jiřího Homolky v srpnu 2024 se předsedou stal ing. Ladislav Macka.

## Organizační struktura

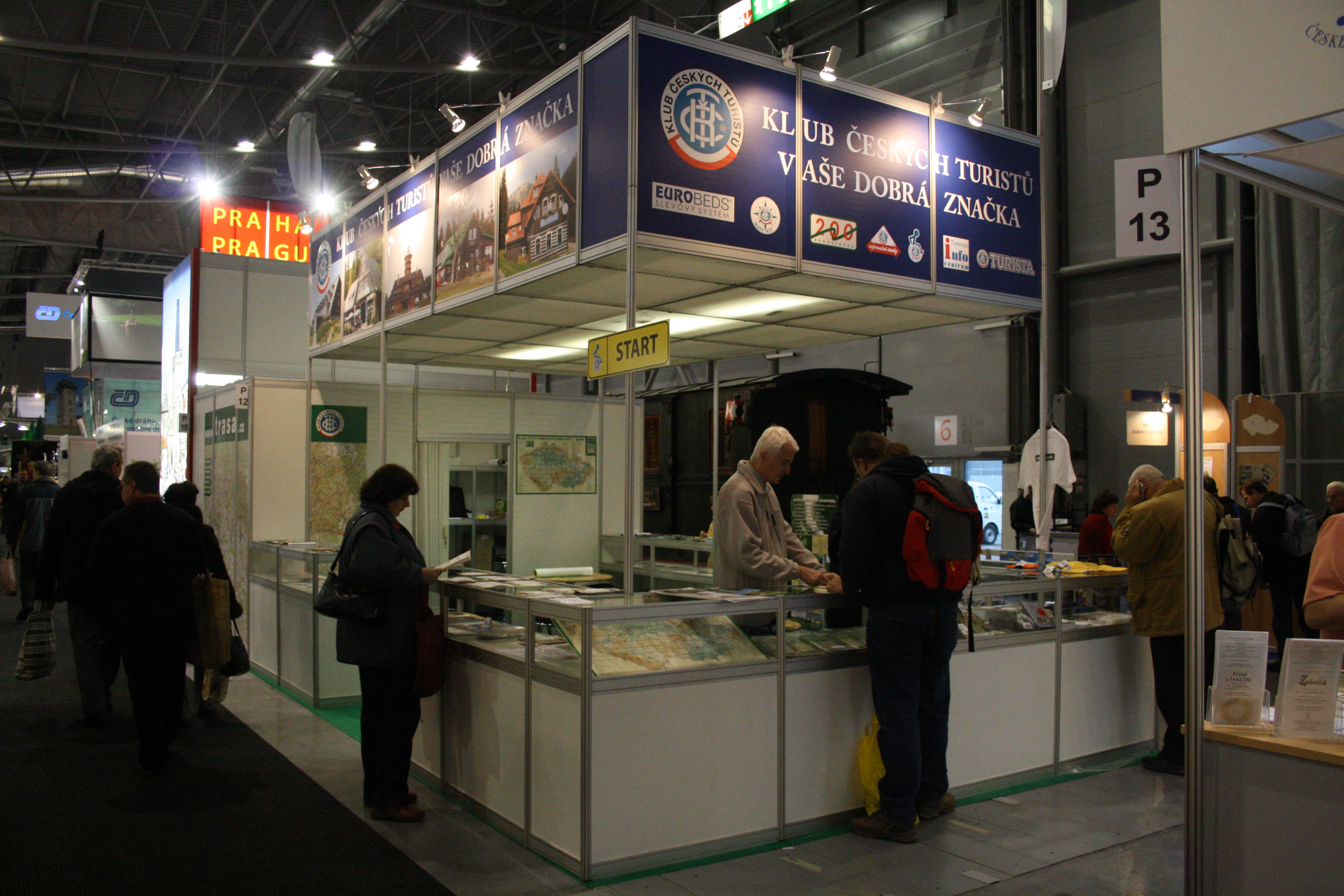
Organizační složka KČT

V čele organizace mezi konferencemi je Ústřední výbor (ÚV KČT) s pětičlenným předsednictvem a Ústřední kontrolní komise KČT. Klub má vytvořeno několik sekcí: pěší turistiky, cykloturistiky, lyžařské turistiky, zdravotně postižených, vysokohorské turistiky, mototuristiky, turistiky na koni, speleoturistiky aj. Ústřední sekretariát KČT je v od července 2012 v Praze 1, Revoluční 8. Z původní adresy v obchodním centru Praha – Lužiny bylo nutné se kvůli generální opravě přestěhovat. Informační centrum v Praze bylo v roce 2019 zrušeno.
Organizace si vytvořila pomocné Rady KČT – programovou, mapovou, pro prezentaci, radu Síně slávy, ekonomickou, technickou, pro značení a redakční radu časopisu Turista.
Mládež (tomíci) je organizována převážně v Asociaci turistických oddílů mládeže (A-TOM). Jeho předsedou je Tomáš Novotný.
Jednotlivé odbory jsou sdruženy do 14 územních oblastí (stav rok 2014), které vydávají společné kalendáře, volí si své rady a oblasti, připravují své programy činnosti.

### Seznam oblastí
- KČT Praha
- KČT Středočeská oblast
- KČT Jihočeského kraje
- KČT Plzeňského kraje
- KČT Karlovarský kraj
- KČT Oblast Ústecký kraj
- KČT Liberecký kraj (do roku 2013 zvaná Ještědská oblast)
- KČT Královéhradecký kraj
- KČT Pardubický kraj
- KČT Vysočina
- KČT Jihomoravská oblast
- KČT Olomoucký kraj
- KČT Oblast Moravskoslezská
- KČT Valašsko – Chřiby

Každá z oblastí má pod sebou desítky odborů. Např. Středočeská oblast KČT v roce 2010 uvádí 2763 členů v 57 odborech a 16 oddílech TOM.
| Rok          | 1888 | 1893 | 1898 | 1903 | 1908 | 1913 | 1918 | 1935   | 1937  |
| ------------ | ---- | ---- | ---- | ---- | ---- | ---- | ---- | ------ | ----- |
| Počet členů  | 225  | 1697 | 3175 | 3707 | 3542 | 5390 | 4927 | 111440 | 89739 |
| Počet odborů | 4    | 22   | 35   | 45   | 39   | 55   | 53   |        | 385   |

### Předsedové KČT & KČST[17]
- Vojta Náprstek (1888)
- Jaroslav Zdeněk (1889)
- Vratislav Pasovský (1890–1914)
- PhDr. Jiří Guth-Jarkovský (1915–1926)
- JUDr. Josef Bohuslav (1926)
- Emanuel Hrubý (1927–1934)
- JUDr. Juraj Slávik (1935–1936)
- JUDr. Pavel Pásek (1937–1938)

## Ediční činnost
Mimo časopisu Turista přes své pražské vydavatelství (obchodní společnost Trasa, s.r.o.) vydává opakovaně číslované turistické mapy v měřítku 1 : 50 000, které pokrývají celé území České republiky. Počet takto navazujících map je 98 titulů (rok 2008).

## Ocenění
Dne 6. prosince 2005 klub převzal od ministra RNDr. Libora Ambrozka Cenu ministra životního prostředí 2005.
Svým členům Předsednictvo KČT předává Čestný odznak Vojty Náprstka, dále Veřejné uznání II.stupně (diplom s medailí) a Čestná uznání.
V roce 2012 byly do Síně slávy české turistiky slavnostně uvedeny další osobnosti a kluby spjaté s historií klubu. Tato akce spojená s konáním Konference KČT se konala podeváté od roku 2004. Oceněni byli tentokrát dne 31. března 2012 v Pardubicích: Leopold Dorzil, Karel Padevět, Miroslav Hlaváček, Jaroslav Srba, Milan Machovec a odbor KČT První plzeňský Klub českých turistů.

## Symboly klubu
Současný symbol je chráněn jako ochranná známka, obsahuje graficky upravený text názvu klubu v národních barvách a je používán od roku 1939, jeho užívání bylo obnoveno v roce 1990. Dále klub vnímá jako historický symbol prvky turistického značení cest, tj. čtyřbarevné pásové značení.

## Značení tras

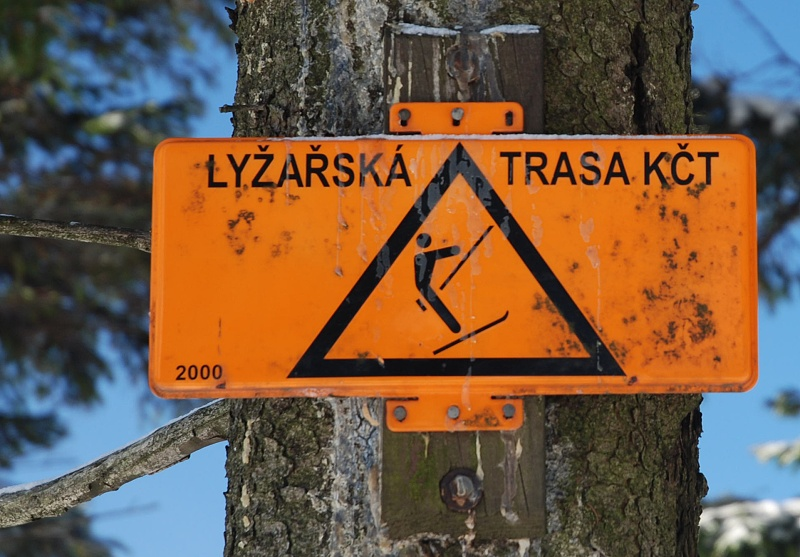
Značka KČT v Jeseníkách

Už v roce 1911 bylo v okolí Prahy 380 km značených tras. V roce 1917 již bylo vyznačeno před 1000 km po celém Česku. V roce 1938 v celém Československu včetně Podkarpatské Rusi bylo vyznačeno přes 40 000 km.
V klubu bylo v roce 2007 celkem 1384 aktivních značkařů pěších tras, 336 cykloznačkařů a roste počet značkařů turistických tras cest pro turisty na koních (hipoturistika). K 1. lednu 2008 klub udržoval 39 816 km pěších tras, 31 104 km cyklotras, 387 km lyžařských tras a 1300 km hipotras. Z hlediska značení má komise značení republiku rozdělenou na 77 oblastí.
| Rok       | Vyznačené stezky                                                                |
| --------- | ------------------------------------------------------------------------------- |
| 1890      | Svatojánské proudy, Žalý – Šeřín – Mechovinec                                   |
| 1891      | Beroun – Ostrý, Karlštejn – Svatý Jan pod Skalou, K Andělu Strážci v Sušici     |
| 1892–1893 | Krkonošská, Horní Lochov – Prachovské skály                                     |
| 1895      | Tábor – Příběnice (Harrachova stezka)                                           |
| 1896      | Divoká Šárka, Údolím Metuje v Pekle u Nového Města nad Metují                   |
| 1898      | Česká Kubice – Čerchov (Plzeňská stezka), Pustý Žleb – Macocha (Salmova stezka) |

## Muzeum turistiky
Po řadě úvah a plánů, které počítaly s vlastním muzeem už od roku 1920, narušovaných změnami režimů, vnitřními problémy a postavení organizace ve společnosti se vedení KČT dne 1. července 2006 podařilo otevřít Muzeum turistiky v budově bývalé synagogy v Bechyni. Organizace k provedení záměru využila sponzorskou podporu z Jaderné elektrárny Temelín i fondů Evropské unie. Správcem muzea je Václav Sedláček (říjen 2010).